# Бомер, Мэтт
Мэ́ттью Стэ́йтон Бо́мер (англ. Matthew Staton Bomer; род. 11 октября 1977, Уэбстер-Гроувс, штат Миссури, США) — американский актёр, продюсер, режиссёр и певец. Известен своими многосторонностью и ролями в успешных и независимых фильмах, а также телесериалах. Награды Бомера включают в себя премию «Золотой глобус» и номинацию на премию «Эмми».

## Ранняя жизнь
Мэттью Бомер родился в Спринг, пригород Хьюстона, штат Техас. Его родителей звали Сисси и Джон Бомер. Он учился в средней школе Клейна, расположенной за пределами Хьюстона. В 2001 году Бомер окончил Университет Карнеги — Меллон в Питтсбурге, штат Пенсильвания со степенью бакалавра искусств.

## Карьера
Мэттью дебютировал на профессиональной сцене в возрасте 17 лет с незначительной ролью молодого коллекционера в 1995 году в постановке Теннесси Уильямса «Трамвай „Желание“». В 1998 году он вернулся на сцену в роли Иссахара в постановке «Иосиф и его удивительный плащ снов». После окончания Университета Карнеги-Меллона он был приглашённой звездой в нескольких телевизионных шоу, включая «Направляющий свет». Он также принял участие в постановке пьесы «Рулет» Пола Вейтца в 2003 году.
Бомер дебютировал на экране в драматическом триллере «Иллюзия полёта» (2005), и получил признание своей повторяющейся ролью в сериале «Чак» телеканала NBC. Он играл главную роль мошенника и вора Нила Кэффри в сериале USA Network «Белый воротничок» с 2009 по 2014 годы. Бомер сыграл второстепенные роли в научно-фантастическом триллере 2011 года «Время», комедии-драме 2012 года «Супер Майк» и её сиквеле 2015 года, сверхъестественной драме 2014 года «Любовь сквозь время» и фильме 2016 года в жанре неонуар «Славные парни». Бомер выиграл премию «Золотой глобус» и номинацию на премию «Эмми» прайм-тайм за вспомогательную роль Феликса Тёрнера в телевизионном фильме HBO «Обычное сердце» (2014). Бомер выступил в качестве гостя в четвёртом сезоне «Американской истории ужасов». Позже он был включён в основной состав пятого сезона. Его хвалили за выступления в качестве главного героя в драматических фильмах «Выходя»(2017) и «Всё, что угодно» (2017).
На сцене Бомер сыграл главную роль Джеффа Заррилло, истца в федеральном деле, которое отменило предложение Калифорнии 8, в пьесе «8» Дастина Лэнса Блэка на Бродвее и в театре Уилшира Эбелла в Лос-Анджелесе.
В 2020 году получил одну из главных ролей в третьем сезоне телесериала «Грешница».

## Личная жизнь
В интервью журналу «Details», опубликованном в январе 2010 года, где его не в первый раз спросили о гомосексуальной ориентации, актёр заявил: «Я не забочусь о том, что обо мне думают люди; я совершенно счастлив в моей личной жизни». В марте 2011 года Мэттью Бомер сообщил, что у него трое детей.
В феврале 2012 года Бомер совершил каминг-аут, официально подтвердив, что он гей и находится в отношениях с голливудским публицистом Саймоном Холлсом. Бомер и Холлс проживают вместе в браке и воспитывают троих детей, двое из которых являются близнецами, рождёнными суррогатной матерью.

## Фильмография
| Год       |    | Русское название                      | Оригинальное название                      | Роль                               |
| --------- | -- | ------------------------------------- | ------------------------------------------ | ---------------------------------- |
| 2001      | с  | Все мои дети                          | All My Children                            | Ян Киплинг                         |
| 2001      | с  | Путеводный свет                       | Guiding Light                              | Бен Рид                            |
| 2003      | с  | Вернуть из мертвых                    | Tru Calling                                | Люк Джонстон                       |
| 2004      | с  | Северный берег                        | North Shore                                | Росс                               |
| 2005      | ф  | Иллюзия полёта                        | Flightplan                                 | Эрик                               |
| 2006      | ф  | Техасская резня бензопилой: Начало    | The Texas Chainsaw Massacre: The Beginning | Эрик                               |
| 2006      | с  | Эми Койн                              | Amy Coyne                                  | Чейс                               |
| 2007      | с  | Пропавший                             | Traveler                                   | Джей Бёрчелл                       |
| 2007      | с  | Чак                                   | Chuck                                      | Брюс Ларкин                        |
| 2009—2014 | с  | Белый воротничок                      | White Collar                               | Нил Кэффри                         |
| 2011      | ф  | Время                                 | In Time                                    | Генри Гамильтон                    |
| 2012      | с  | Хор                                   | Glee                                       | Купер Андерсон                     |
| 2012      | ф  | Супер Майк                            | Magic Mike                                 | Кен                                |
| 2012      | с  | Новая норма                           | The New Normal                             | Монти                              |
| 2013      | ф  | Космическая станция 76                | Space Station 76                           | Тэд                                |
| 2014      | ф  | Любовь сквозь время                   | Winter's Tale                              | отец Пита                          |
| 2014      | тф | Обычное сердце                        | The Normal Heart                           | Феликс Тёрнер                      |
| 2014      | с  | Американская история ужасов: Фрик шоу | American Horror Story: Freak Show          | Энди                               |
| 2015      | ф  | Супер Майк XXL                        | Magic Mike XXL                             | Кен                                |
| 2015      | ф  | Монти Клифт                           | Monty Clift                                | Монтгомери Клифт                   |
| 2015      | с  | Американская история ужасов: Отель    | American Horror Story: Hotel               | Донован                            |
| 2016      | ф  | Славные парни                         | The Nice Guys                              | Джон Бой                           |
| 2016      | ф  | Великолепная семёрка                  | The Magnificent Seven                      | Мэттью Каллен                      |
| 2016—2017 | с  | Последний магнат                      | The Last Tycoon                            | Монро Стар / Monroe Stahr          |
| 2018      | ф  | Дубликат                              | Jonathan                                   | Росс Крейн                         |
| 2018      | с  | Титаны                                | Titans                                     | Ларри Трэйнор / Негативный человек |
| 2018—2020 | с  | Уилл и Грейс                          | Will & Grace                               | Маккой Уитман                      |
| 2018      | ф  | Красавчик                             | Papi chulo                                 | Шон                                |
| 2019—2021 | с  | Роковой патруль                       | Doom patrol                                | Ларри Трэйнор / Негативный человек |
| 2020      | с  | Грешница                              | The Sinner                                 | Джейми Бёрнс                       |
| 2020      | ф  | Парни в группе                        | The Boys in the Band                       | Дональд                            |
| 2021      | с  | Американские истории ужасов           | American Horror Stories                    | Майкл Уинслоу                      |
| 2023      | с  | Попутчики (сериал)                    | Fellow Travelers                           | Хоукинс Фуллер / Hawkins Fuller    |
| 2025      | с  | Модерн середины века (сериал)         | Mid-Century Modern                         | Джерри Фрэнк / Jerry Frank         |